# Konrad Haenisch
Benno Fritz Paul Alexander Konrad Haenisch (né le 13 mars 1876 à Greifswald et mort le 28 avril 1925 à Wiesbaden) est un journaliste, rédacteur en chef et homme politique allemand (SPD).

## Biographie
En 1893, Haenisch est expulsé du lycée de Greifswald (de) et admis dans un hôpital psychiatrique en raison d'« activités social-démocrates » avec un camarade de classe (qui se suicide). En 1894, il entreprend un apprentissage de libraire à Leipzig, où il entre en contact avec les milieux sociaux-démocrates. Sa famille (des fonctionnaires et des universitaires prussiens conservateurs) l'apprit et le fit enlever et interner de force à l'asile de Bethel (de). Ce n'est que lorsque des amis rendent publics les événements dans le Leipziger Volkszeitung que la famille cesse ses activités contre Haenisch.
De mars 1895 à 1898, il travaille pour le Leipziger Volkszeitung à Leipzig. Au cours de cette activité, il noue ses premiers contacts avec Parvus, avec qui Haenisch entretient une amitié de toute une vie (pseudonyme propre "Parvulus"). Il s'implique activement dans le SPD de Leipzig et écrit ses premiers travaux pour la revue théorique du SPD Die Neue Zeit, publiée par Karl Kautsky.
En 1898, Haenisch travaille brièvement à Ludwigshafen au Pfälzische Post (de), qui appartient plutôt à l'aile droite « révisionniste » du SPD. Il y est licencié peu de temps après en raison de son attitude contre le révisionnisme.
Il retourne ensuite en Saxe en janvier 1899, cette fois à Dresde. Il y est membre du comité de rédaction de la Sächsische Arbeiterzeitung, un important organe du SPD ; peu de temps auparavant, Rosa Luxemburg y est rédactrice en chef. Lorsque le rédacteur en chef là-bas, Georg Ledebour, abandonne son poste en avril 1900, Haenisch quitte la rédaction et se rend à Dortmund, où il travaille de 1900 à 1905 comme rédacteur en chef à la Rheinisch-Westfälische Arbeiterzeitung (de). À Dortmund, Haenisch développe un vif intérêt pour la vie culturelle et écrit également des critiques de théâtre pour la section des arts du journal.
De 1905 à 1907, Haenisch est de retour à Leipzig, où il écrit à nouveau pour le Leipziger Volkszeitung, sous la direction de Franz Mehring. C'est durant cette période qu'il commence à travailler avec Paul Lensch (de). En 1907, il retourne à Dortmund à l'Arbeiterzeitung. Au sein du SPD de Dortmund, il est actif aux côtés des opposants au révisionnisme. Avec Rosa Luxemburg, Haenisch propage la grève de masse comme une arme politique.
En 1911, il quitte ensuite les provinces pour la capitale Berlin, où il travaille pour l'exécutif du parti SPD en tant que chef du "Bureau central littéraire pour la littérature des tracts et des brochures d'agitation". Parallèlement, il enseigne comme chargé de cours à l'École de formation ouvrière de Berlin.
En 1913, il se présente pour la première fois au parlement prussien. Avec Otto Braun et Adolf Hofer (de), il est élu dans la circonscription de Bas-Barnim (de)-Haut-Barnim, la plus grande circonscription de l'État prussien à l'époque. Haenisch reste député du parlement de l'État prussien pour le SPD jusqu'à sa mort en 1925.
En août 1914, la Première Guerre mondiale éclate. Haenisch rejette les crédits de guerre, mais en octobre, il change de cap pour suivre celui de la majorité du SPD, qui est favorable aux crédits de guerre. Au cours de l'année 1915, il forme avec Paul Lensch (de) et Heinrich Cunow (de), il forme le groupe Lensch-Cunow-Haenisch (de) dans le courant de l'année 1915. Le groupe tente de justifier la position de la majorité SPD sur la guerre en termes marxistes et est proche de Parvus, qui tient une position similaire. Dans ce cadre, il travaille de 1915 à 1919 à la revue Die Glocke (de), éditée par Parvus.
Au cours de la révolution de novembre, Haenisch devient ministre de l'Éducation en novembre 1918 - initialement avec Adolf Hoffmann (USPD) - dans le premier gouvernement d'État prussien dirigé par le SPD et continue à diriger le ministère après la démission de Hoffmann jusqu'à ce que sa politique scolaire échoue comme à la suite du compromis de l'école de Weimar (de) de 1921. Pendant son mandat, le ministère interdit entre autres en décembre 1920 la première représentation de Reigen d'Arthur Schnitzler. Haenisch nomme l'islamologue non partisan Carl Heinrich Becker au poste de sous-secrétaire d'État. Becker prend ensuite le poste de ministre et joue un rôle clé dans l'élaboration de la politique culturelle des gouvernements sociaux-démocrates prussiens.

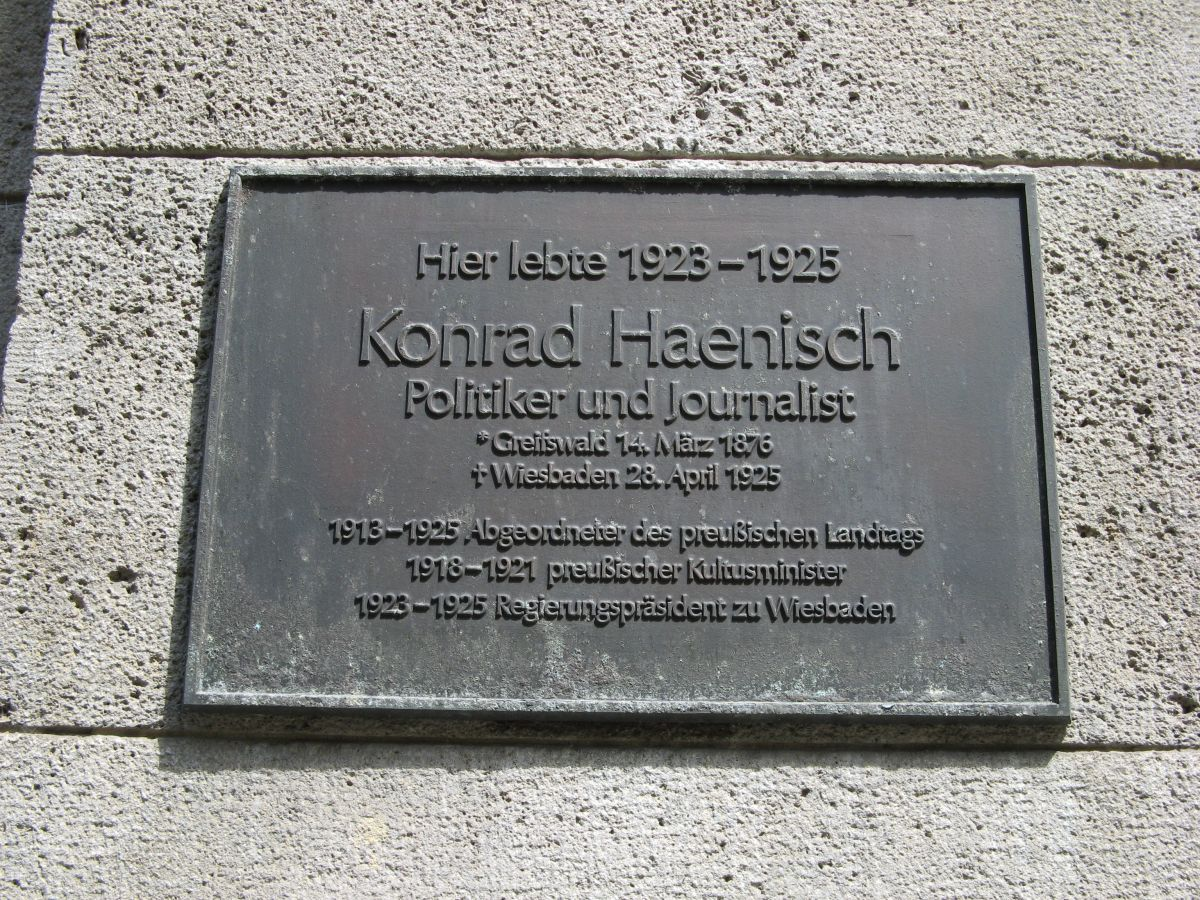
Plaque commémorative pour Konrad Haenisch à Wiesbaden

En 1922, le ministre prussien de l'Intérieur nomme Severing Haenisch président du district de Wiesbaden. Il occupe le poste jusqu'à sa mort en 1925. Lors de l'occupation de la Ruhr en 1923, Haenisch est expulsé de la zone d'occupation française. Néanmoins, il est attaché à l'entente franco-allemande pendant cette période. Haenisch est préoccupé par la menace pour la démocratie parlementaire posée par les forces extrêmes de gauche et de droite et s'implique dans la Ligue républicaine allemande (de) à partir de 1921 et dans le Reichsbanner Schwarz-Rot-Gold à partir de 1924, dont il est un membre fondateur. Haenisch reçoit un doctorat honorifique de l'Université de Francfort.

## Famille et descendance
Konrad Haenisch est un cousin du sinologue, érudit mongol et mandchou Erich Haenisch (de).
Haenisch est marié à Wilhelmine Bölling, la fille d'un tourneur de Dortmund, depuis 1901. Le couple a une fille, Elsa, qui émigre avec son mari juif de Hambourg aux États-Unis en 1938, où elle vit en Floride, devient citoyenne américaine en 1945 et décède en 1988, et a quatre fils : Walter (de) (1906-1938, exécuté à Moscou), Ernst (journaliste, fonde l'Oberbayerisches Volksblatt (de) à Rosenheim en 1945 avec une licence américaine), Eberhard (décèdr pendant la Seconde Guerre mondiale) et le plus jeune fils Götz.

## Travaux
- Ferdinand Freiligrath: Wir sind die Kraft! Auswahl politischer und proletarischer Gedichte. Mit biographischen Skizze und erläuiterndem Nachwort von Konrad Haenisch. 3. Auflage. Gerisch, Dortmund 1910.
- Schiller und die Arbeiter. Anhang: 1. Schiller-Chronik, 2. Zur Schiller-Literatur (= Abhandlungen und Vorträge zur sozialistischen Bildung. Bd. 6). Kaden, Dresden 1912.
- Die Hetze auf die Arbeiterjugend. Aus den Reden des Landtagsabgeordneten Konrad Haenisch in den Sitzungen des Preußischen Abgeordnetenhauses am 11. und 12. Mai 1914. Ebert, Berlin 1914.
- Krieg und Sozialdemokratie. Drei Aufsätze. Auer, Hamburg 1915.
- Wo steht der Hauptfeind? Verlag der Internationalen Korrespondenz Baumeister, Berlin 1915.
- Deutsche Sozialdemokraten - Sozialdemokratische Deutsche. Rede (…) gehalten am 3. März 1915 (…). Landgraf, Chemnitz 1915.
- Der deutsche Arbeiter und sein Vaterland.  Verlag der Internationalen Korrespondenz. Berlin-Karlshorst 1915.
- Sozialdemokratie und nationale Verteidigung. Buchhandlung Vorwärts, Berlin 1916.
- Die deutsche Sozialdemokratie in und nach dem Weltkriege. Mit einem Anhang: Zur Bibliographie der sozialistischen Kriegsliteratur (= Kriegspolitische Einzelschriften. Bd. 6/7). Schwetschke, Berlin 1916.
- Franz Klupsch: Die Judenhetze. Eine schwere Gefahr für den staatlichen und wirtschaftlichen Wiederaufbau Deutschlands. Mit einem Geleitbrief von Konrad Haenisch (Wirtschaft und Volk. Schriften zur Wiederaufrichtung Deutschlands und Genesung unseres Volkes. Hrsg. von der Deutschen Wirtschafts-Politischen Gesellschaft, Berlin). Berlin 1920.
- Staat und Hochschule. Ein Beitrag zur nationalen Erziehungsfrage. Verlag für Politik und Wirtschaft, Berlin 1920.
- Neue Bahnen der Kulturpolitik. Aus der Reformpraxis der deutschen Republik. Dietz, Berlin 1921.
- Gerhart Hauptmann und das deutsche Volk. Dietz, Berlin 1922.
- Lassalle. Mensch und Politiker. Mit einem Bildnis Lassalles von Jakob Steinhardt und 10 Faksimile-Beilagen. Schneider, Berlin 1923.
- August Bebel. Schneider, Berlin 1923.
- Parvus. Ein Blatt der Erinnerung. Verlag für Sozialwissenschaft, Berlin 1925.
- Johann Plenge (de): In den Umsturztagen 1918/19. Aus meinem Briefwechsel mit Konrad Haenisch. Mit einem Brief an Philipp Scheidemann vom 8. November 1918. Bredt, Münster (um 1934).

## Hommages
- Lycée Konrad Haenisch, Berlin
- École Konrad Haenisch, Francfort-sur-le-Main
- Haenischstrasse, Francfort-sur-le-Main
- Haenischstrasse, Dortmund
- Konrad-Haenisch-Strasse, Hanovre